# Атаханов, Меред Сердарович
Меред Сердарович Атаханов (1 января 1914 — 28 февраля 1987) — советский туркменский режиссёр. Народный артист Туркменистана (1993, посмертно).
Первый в истории туркмен — кинорежиссёр художественного фильма.

## Биография
Родился в 1914 году в селе Годус Мервского уезда Закаспийской области Российской империи.
В 1932 году окончил агрохлопковый техникум (1932).
в 1941 году окончил режиссёрский факультет ГИТИСа им. А. Луначарского.
В 1942—1947 годах — режиссёр Ашхабадской киностудии. В этот период участвовал в создании на киностудии «боевых киносборников» и фильмов эвакуированных режиссёров, первцые практические уроки режиссуры брал у Евгения Иванова-Баркова и у Марка Донского на съёмках фильма «Радуга».
Первый в истории туркмен — кинорежиссёр художественного фильма — весной 1945 года был сорежиссёром снятого на Ашхабадской киностудии фильма «Волшебный кристалл»:

Впервые в создании художественной кинокартины принимал участие режиссёр — туркмен Меред Атаханов.— История советского кино: 1941—1952 / Х. Абул-Касымова. — М.: Искусство, 1975. — стр. 252
В 1947—1949 годах — художественный руководитель Радиокомитета в Ашхабаде.
В 1949—1951 годах учился в аспирантуре ГИТИСа.
В 1954—1956 — актёр областного драматического театра в Чарджоу.
в 1956—1958 — главный режиссёр Театра им. Кемина в городе Мары.
С 1960 года— режиссёр и актёр на киностудии «Туркменфильм».
Как режиссёр снял четыре художественных фильма, а также документальные: «Нефтезаводск», «Один из тысячи», «Градостроители», «Огни ярмыша», «Гвардейцы огненных лет».
В своих фильмах выступал не только как режиссёр и сценарист, но и как актёр.
В 1968 году на VII смотре-соревновании кинематографистов Средней Азии и Казахстана отмечен премией за лучшую режиссуру (за фильм «Дорога горящего фургона»).
Также выступал как драматург — автор пьес: «Арелой» (1942), «В нашем ауле» (1949) и других.
Умер в 1987 году.
В 1993 году посмертно удостоен звания Народный артист Туркменистана.
Сын — актёр и режиссёр Альберт Атаханов (1938—2016), в последние годы директор театра «Юниверсал» на острове Хайнань в Китае.

## Фильмография
Режиссёр художественных фильмов:
- 1945 — Волшебный кристалл
- 1963 — Случай в Даш-Кале
- 1967 — Дорога горящего фургона
- 1981 — Утренние всадники
- 1985 — Джигит всегда джигит

Актёр:
- 1983 — Люди моего аула — эпизод
- 1982 — Каракумы, 45 в тени — Меред, продавец с теодолитом
- 1981 — Утренние всадники — Сухан
- 1980 — Дерево Джамал — Тугур-ага
- 1976 — Лето Сахата — Джапбар-ага, гончар
- 1976 — Волшебная книга Мурада — мулла в сказке
- 1974 — Мал да удал — мулла
- 1974 — Кто был ничем... — хан Клыч
- 1973 — Надо любить — Союн-ага — главная роль
- 1967 — Дорога горящего фургона — Сердар-ага, председатель колхоза